# قلب (لغة برمجة)
قلب هي لغة برمجة وظيفية عربية بالكامل. طورها عام 2012 عالم الكمبيوتر رمزي ناصر في مركز Eyebeam للفن والتكنولوجيا بمدينة نيويورك.
بنية قلب تشبه ليسب أو سكيم حيث تتألف من قوائم موضوعة بين قوسين. تقدم لغة مجموعة صغيرة من الوظائف الأولية لتحديد الوظائف والشرطيات، والحلقات، وعمليات الحساب وغيرها. وتمكن اللغة مثلا من تطبيق سلسلة فيبوناتشي.
كما تدعم اللغة استعمال الكشيدة مضيفة جمالية للنص.
اللغة مطروحة في herokuapp ويمكن استخراجها GitHub.

## للاستزادة
- Smith IV، Jack (14 ديسمبر 2015). "This Arabic Programming Language Shows How Computers Revolve Around the Western World". Tech.Mic. مؤرشف من الأصل في 2019-11-29. اطلع عليه بتاريخ 2015-12-15.